# Rijksbeschermd gezicht Frederiksoord-Wilhelminaoord
Gezicht Frederiksoord-Wilhelminaoord is een van rijkswege beschermd dorpsgezicht in Frederiksoord en Wilhelminaoord in de Nederlandse provincie Drenthe. De procedure voor aanwijzing werd gestart op 5 april 2006. Het gebied werd op 6 november 2009 definitief aangewezen. Het beschermd gezicht beslaat een oppervlakte van 551,1 hectare.
Panden die binnen een beschermd gezicht vallen krijgen niet automatisch de status van beschermd monument. Wel zal de gemeente het bestemmingsplan aanpassen om nieuwe ontwikkelingen in het gebied te reguleren. De gezichtsbescherming richt zich op de stedenbouwkundige en cultuurhistorische waardering van een gebied en wil het toekomstig functioneren daarvan veiligstellen.